# أنجيلا جيمس
أنجيلا جيمس هي لاعبة هوكي الجليد كندية، ولدت في 22 ديسمبر 1964 في تورونتو في كندا.